# داش‌بلاغ (قروه)
داش‌بلاغ، روستایی از توابع بخش چهاردولی شهرستان قروه در استان کردستان ایران است.
زبان رسمی این روستا کردی است 

## جمعیت
این روستا در دهستان چهاردولی شرقی قرار دارد و براساس سرشماری مرکز آمار ایران در سال ۱۳۸۵، جمعیت آن ۶۲ نفر (۱۳خانوار) بوده‌است.